# Española (Nuevo México)
Española es una ciudad ubicada en el condado de Río Arriba en el estado estadounidense de Nuevo México. En el Censo de 2010 tenía una población de 10 224 habitantes y una densidad poblacional de 495,54 personas por km².
Es un centro turístico de montaña.  Española se encuentra en la agreste sierra de la Sangre de Cristo, región norte-central de Nuevo México, donde se une con las Montañas Rocosas, al norte. Española es una comunidad en rápido crecimiento debido al paisaje alpino de la región.

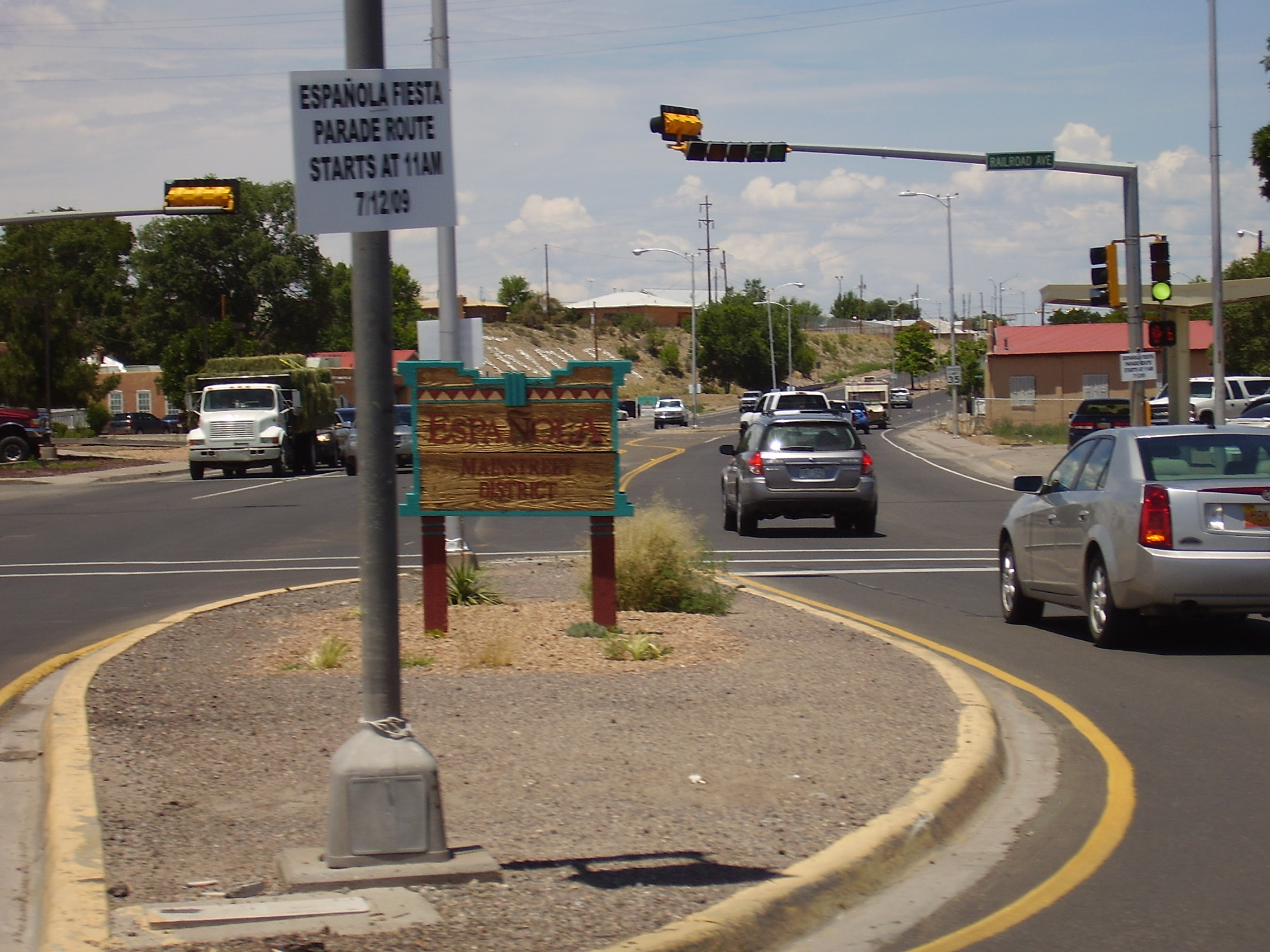
Española, Nuevo México.

## Geografía
Se encuentra ubicada en las coordenadas 36°0′13″N 106°3′57″O / 36.00361, -106.06583. Según la Oficina del Censo de los Estados Unidos, y tiene una superficie total de 20.63 km², de la cual 20.32 km² corresponden a tierra firme y 0.31 km² (1.51 %) es agua.

## Demografía
Según el censo de 2010, había 10 224 personas residiendo en la ciudad. La densidad de población era de 495,54 hab./km². De los 10 224 habitantes, el 67.87 % eran blancos, el 0.53 %  afroamericanos, el 3.37 % amerindios, el 1.13 % asiáticos, el 0.05 % isleños del Pacífico, el 24.91 % eran de otras razas y el 2.13 % pertenecían a dos o más razas. Del total de la población el 87.15 % eran hispanos o latinos de cualquier raza.

## Educación
El distrito Escuelas Públicas de Española gestiona las escuelas públicas de la ciudad.